# Alisha's Attic
Alisha's Attic, est un groupe britannique de pop, originaire de Londres, actif entre 1996 et 2001. Les deux membres sont les sœurs Shelly et Karen Poole, nées respectivement à Barking et Chadwell Heath,. Leur père est Brian Poole du groupe des années 1960 Brian Poole and the Tremeloes.

## Histoire
Karen et Shelly sortent leur premier single, Sugar Daddy, sous le nom de Keren and Chelle [sic] en 1988, atteignant le 167e place.
En juillet 1996, Alisha's Attic sort son premier single I Am, I Feel, qui devient rapidement un succès radio et un hit-parade au Royaume-Uni. En novembre 1996, le groupe sort son premier album, Alisha Rules the World, produit par Dave Stewart d'Eurythmics, qui se classe quatre fois dans le top 15 des hits britanniques. Elles sont nommées pour le Brit Award du « meilleur nouveau groupe » aux Brit Awards 1997. En juillet 1997, le groupe joue au premier festival Lilith Fair. En octobre 1998, Alisha's Attic sort son deuxième album Illumina, qui produit les singles The Incidentals, Wish I Were You et Barbarella. Un troisième album, The House We Built, sort en 2001, dont les deux singles sont Pretender Got My Heart (apparu dans le film Le Journal de Bridget Jones) et Push It All Aside. Alisha's Attic se sépare en 2001.
Les deux membres deviennent des auteures-compositrices à succès, écrivant pour des artistes tels que Kylie Minogue, Dannii Minogue, Will Young et Sugababes. Shelly fait également partie du groupe Red Sky July.

## Discographie
| Alisha Rules the World                                                                                     | - Sortie : Novembre 1996 - Label : Mercury | 14 | 54 | 58 | 29 | - R-U : Platine |
| Illumina                                                                                                   | - Sortie : Octobre 1998 - Label : Mercury  | 15 | —  | —  | 31 | - R-U : Argent  |
| The House We Built                                                                                         | - Sortie : Juillet 2001 - Label : Mercury  | 55 | —  | —  | 90 |                 |
| « — » indique qu'aucun classement n'a été atteint ou qu'aucune sortie n'a été effectuée dans cette région. |                                            |    |    |    |    |                 |

### Compilations
- 2001 : The Attic Vaults I (uniquement limité au fan club)
- 2003 : The Collection (Spectrum Music)

### EP
- 1997 : Japanese Dream (Japon seulement) (Mercury)

### Singles
| 1996 | I Am, I Feel           | 14 | 18  | 40 | 69 | 13 | 14 | 23 | - R-U : Argent - AUS : Or | Alisha Rules the World |
| 1996 | Alisha Rules the World | 12 | 26  | —  | 69 | 24 | 16 | 60 |                           | Alisha Rules the World |
| 1997 | Indestructible         | 12 | 128 | —  | —  | —  | 13 | —  |                           | Alisha Rules the World |
| 1997 | Air We Breathe         | 12 | —   | —  | —  | —  | 13 | —  |                           | Alisha Rules the World |
| 1998 | The Incidentals        | 13 | —   | —  | —  | —  | 14 | —  |                           | Illumina               |
| 1998 | Wish I Were You        | 29 | —   | —  | —  | —  | 27 | —  |                           | Illumina               |
| 1999 | Barbarella             | 34 | —   | —  | —  | —  | 30 | —  |                           | Illumina               |
| 2001 | Push It All Aside      | 24 | —   | —  | —  | —  | 17 | —  |                           | The House We Built     |
| 2001 | Pretender Got My Heart | 43 | —   | —  | —  | —  | 51 | —  |                           | The House We Built     |
| « — » indique qu'aucun classement n'a été atteint ou qu'aucune sortie n'a été effectuée dans cette région. |                        |    |     |    |    |    |    |    |                           |                        |